# Misao (nome)
Misao  è un nome proprio di persona giapponese maschile e femminile.

## Origine e diffusione
È composto dai kanji 美佐緒: 美 (mi) significa "bello", "piacevole", 佐 (sa) significa "aiutare", "assistere", e 緒 (o) vuol dire "filo". Il primo elemento si ritrova anche in vari altri nomi giapponesi, quali Emi, Akemi, Ami, Aimi, Satomi, Tamiko, Mika
Alcune fonti riportano come suo significato "fedeltà", "castità".

## Persone

### Maschile
- Misao Tamai, calciatore giapponese

## Il nome nelle arti
- Misao è un personaggio della serie di romanzi Il diario del vampiro, creata da Lisa J. Smith.
- Misao Aki è un personaggio della serie manga e anime Peach Girl.
- Misao Makimachi è un personaggio della serie manga e anime Kenshin Samurai vagabondo.
- Misao Mikogami è un personaggio della serie manga Kamikaze.
- Misao Sakimori è un personaggio della serie manga e videoludica Gate Keepers.
- Misao Shinohara è un personaggio della serie anime Sasami - Mahō shōjo club.
- Misao Yamamura è un personaggio della serie manga e anime Detective Conan.
- Misao è un personaggio dall'omonimo videogioco.